# Heimkehrender Ritter
Heimkehrender Ritter ist der Bildtitel eines Gemäldes von Moritz von Schwind. Das Gemälde gehört zum Bestand der Sammlung Schack in München.

## Geschichte
Schwind hatte um 1830 eine Federzeichnung zu diesem Thema angefertigt. Das Gemälde erstellte er um 1846. Der Sammler Adolf Friedrich von Schack erwarb das Bild 1869 von Schwind für seine Sammlung. Er charakterisierte es wie folgt:

„Es ist das Eigentümliche dieses wie anderer Werke unseres Meisters, dass sie schon durch die äußere Erscheinung Auge und Seele anziehen und erfreuen, dabei aber doch der Phantasie noch weite Perspektiven eröffnen.“

## Beschreibung
Das Gemälde hat eine Höhe von 40 cm und eine Breite von 27,2 cm. Es ist mit Ölfarbe auf Leinwand gemalt.
Es zeigt den Moment, an dem ein heimkehrender Ritter, der von seinem Pferd begleitet wird, an die Tür seines Wohnsitzes klopft. Das zwischen den Stufen wachsende Unkraut deutet an, dass die Burg mittlerweile verlassen ist. in der Federzeichnung war der ruinöse Zustand der Burg noch deutlicher dargestellt. Die trübe Stimmung der Enttäuschung wird durch die vorherrschenden fahlen Gelb- und Grautöne betont.